# كريستي والتون
قيمة ثروتها 36.7 مليار $ مصدرها وول - مارت Wal-Mar، أرملة الملياردير جون تي والتون ابن سام والتون مؤسس شركة وول-مارت متاجرها للبيع بالتجزئة منتشرة حول العالم حتى في الصين واليابان، جون فارق الحياة إثر حادث طائرة . وهي في ظل المعركة القائمة بين أغنى عائلتين في أمريكا، تسعى كريستي والتون، أحد أفراد عائلة والتون، إلى التفوق على كل من ديفيد وتشارلز كوخ، في قائمة “مجلة فوربس” للأشخاص الأكثر ثراء في العالم.
ويتشارك الأخوان معاً التصنيف نفسه ضمن المرتبة الـ6 في القائمة ؛ وتقدر ثروة كل واحد منهما بـ 40.6 مليار دولار. لكن كريستي والتون التي تعد أغنى امرأة في العالم بثروة تقدر بـ 40.6 مليار دولار، تستعد لتتخطى كليهما مع تصاعد أسعار أسهم شركة (وول مارت- Wal-Mart). كذلك لا يبتعد جيم والتون- شقيق زوجها كثيراً عنها، إذ تقدر ثروته بـ39.7مليار دولار.
وفي الأشهر الأخيرة، انخفضت ثروة الأخوين كوخ في ظل انخفاض أسعار النفط، فقد كانت تقدر ثروة كل منهما بـ42 مليار دولار في سبتمبر/ أيلول، حسب تصنيف فوربس السنوي لأثرياء أمريكا. غير أن الانخفاض الأخير الذي طرأ في سوق النفط ضاءل من القيمة المقدرة لنشاطهما في قطاع تكرير النفط- من الأصول الأكثر قيمة لهما بعد شركات (جورجيا باسيفيك- Georgia-Pacific) لتصنيع الورق.
وفي الوقت نفسه شهدت أسهم شركة “وول مارت” التي تشكل معظم ثروة عائلة والتون ارتفاعاً متواصلاً؛ إذ سجل السهم تداولات مرتفعة خلال شهري نوفمبر وديسمبر، بعد تسجيل عائدات عالية للشركة في الربع الـ3 من العام، وزيادة بنسبة 2.9% عن مجموع إيرادات العالم الماضي، لتبلغ 119 مليار دولار. وبالرغم من ركود المبيعات في الآونة الأخيرة، إلا أن متوسط سعر السهم بلغ70 دولار خلال شهري سبتمبر وأغسطس .
فيما تبلغ قيمة أسهم كريستي والتون، وهي أكثر من 400 مليون سهم في الشركة 33.8 مليار دولار. كما تمتلك أيضاً أكثر من مليار دولار من الأسهم في شركة (فيرست سولار- First Solar) للطاقة الشمسية، على الرغم من انخفاض قيمة هذه المنشأة بقيمة 40% خلال الأشهر الـ3 الماضية.
وبالإضافة إلى ما سبق، فإن كريستي تمتلك نحو 6 مليارات دولار نقداً، وغيرها من الممتلكات- معظمها من أرباح شركة “وول مارت”.
ويذكر أن كريستي ورثت ثروتها من زوجها جون الذي توفي في حادث تحطم طائرة عام 2005. وبامتلاكها ثروة تقدر بـ165 مليار دولار أمريكي، فإن عائلة والتون تعد أغنى عائلة في أمريكا، في الوقت الذي تأتي فيه عائلة كوخ في المرتبة الثانية بثروة قيمتها 89 مليار دولار.
ويعد جيم الذي يدير (بنك أرفيست- Arvest Bank) التابع للعائلة، ثاني أغنى شخص في عائلة والتون، بثروة تقدر بـ39.7 مليار دولار. كما تقدر ثروة أليس المولعة بجمع القطع الفنية بـ38.3 مليار دولار، في الوقت الذي تصل فيه ثروة روب، رئيس شركة وول مارت، إلى 38.2 مليار دولار.
وقد أسس والدهما سام المتجر العالمي الحالي في ولاية اركنسو عام 1962، وحذر من بيع أسهم شركة العائلة، ويبدو أن هذه النصيحة الأبوية قد آتت ثمارها.